# Ptychamalia simplex
Ptychamalia simplex là một loài bướm đêm trong họ Geometridae.